# Iniziatore modulare di neutroni
Un iniziatore modulare di neutroni è una sorgente di neutroni in grado di produrre un lampo di neutroni dopo l'attivazione. L'iniziatore è un componente chiave di alcuni tipi di ordigno nucleare, in cui ha per l'appunto il ruolo di dare il via alla fissione nucleare a catena nell'esatto momento in cui si raggiunge uno stato di criticità pronta. Il dispositivo è chiamato anche iniziatore interno di neutroni poiché tipicamente viene posto al centro del nucleo (o nocciolo) sferico di materiale fissile presente in un ordigno nucleare a implosione, dove viene attivato dall'onda d'urto derivante dalla detonazione dell'esplosivo convenzionale posto attorno al tamper che racchiude il nucleo.
Uno degli elementi chiave per il corretto funzionamento di un ordigno nucleare è che la reazione di fissione nucleare a catena inizi al momento giusto. Perché si ottenga un significativo rilascio di energia, infatti, un numero sufficiente di neutroni deve essere liberato all'interno del nucleo supercritico nel momento esatto in cui si raggiunge la massa, o la densità, critica. Se la reazione parte troppo presto, infatti, solo una piccola parte del materiale fissile sarà coinvolto in essa e si avrà una cosiddetta "predetonazione", il cui risultato sarà quella che in gergo viene chiamata "fiammella", ossia uno sprigionamento di energia ben al di sotto di quanto previsto in fase di progettazione dell'ordigno. Se invece l'inizio alla reazione viene dato troppo tardi, il nucleo di materiale fissile avrà già iniziato a espandersi, diminuendo la propria densità, per poi distruggersi a causa della detonazione dell'esplosivo convenzionale che lo circonda, con il risultato di avere una piccola, se non nulla, percentuale di materiale fissile coinvolto nella reazione a catena. L'inizio della reazione e l'attivazione dell'iniziatore devono quindi essere calibrati con precisione perché è necessario che l'emissione spontanea di neutroni dell'iniziatore sia la più bassa possibile.
Come regola generale, perché un'arma nucleare sia "correttamente attivata", è necessario che il coefficiente effettivo di moltiplicazione, ossia il rapporto tra il numero medio di neutroni generati da fissione in una generazione e il numero medio di neutroni generati da fissione nella generazione precedente sia di circa 40.

## Progettazione
La configurazione più comune di un iniziatore modulare di neutroni è basata su una combinazione di berillio-9 e di polonio-210, che vengono mantenuti in moduli separati (da cui il nome di questo tipo di iniziatore) fino all'attivazione e poi compressi uno contro l'altro dall'onda d'urto della deflagrazione iniziale. Il primo elemento viene utilizzato per le sue proprietà di moltiplicatore neutronico, in quanto emette due neutroni dopo averne assorbito uno, mentre la scelta del secondo è dovuta alla sua natura di emettitore alfa. In generale, quello che si richiede è che l'isotopo utilizzato sia un forte emettitore alfa e un debole emettitore gamma, poiché anche i fotoni gamma possono indurre il rilascio di neutroni e non sono così facili da schermare come le particelle alfa.
Nel corso degli anni sono state sviluppate diversi sistemi atti a consentire il giusto contatto tra i due metalli utilizzando diverse configurazioni meccaniche e dimensionali.

### Urchin
Urchin era il nome in codice per il modello di iniziatore interno di neutroni che innescava la detonazione nucleare nelle prime bombe atomiche al plutonio, come The Gadget, il primo ordigno nucleare della storia, e Fat Man, la bomba lanciata su Nagasaki il 9 agosto 1945, una volta che la massa e la densità supercritiche erano state raggiunte grazie alla pressione dovuta alla detonazione dell'esplosivo convenzionale che circondava il nucleo.

Uno schema di esplosione di una bomba ad implosione a nucleo sospeso. L'iniziatore è la piccola sfera rossa al centro del sistema circondata dal nucleo di plutonio (in viola). Quando il nucleo viene compresso dall'onda d'urto della detonazione esterna, esso raggiunge le condizioni critiche (nell'animazione il nucleo diventa rosso) comprimendo a sua volta l'iniziatore che viene così attivato e innesca la reazione nucleare del materiale fissile circostante.

L'iniziatore, situato nel centro del nocciolo di plutonio, era formato da una pallina di berillio circondata da un guscio sferico sempre di berillio, con il polonio a riempire lo spazio tra i due. La pallina aveva un diametro di 0,8 cm ed era rivestita da due sottili strati di nichel e di oro dello spessore di 0,1 mm. La sfera esterna di berillio aveva invece un diametro esterno di 2,0 cm e uno spessore di 0,6 cm e nella sua superficie interna erano presenti quindici scanalature parallele e concentriche dalla sezione cuneiforme e profonde 2,09 mm, le quali erano rivestite, come la pallina più interna, da uno strato di nichel e uno di oro. Proprio all'interno di queste scanalature era situata una piccola quantità di polonio-210 (50 curie, 11 mg, che, generando 0,1 watt di calore da decadimento, riscaldavano l'intera piccola sfera), le cui emissioni alfa erano schermate dagli strati di nichel e di oro circostanti. L'intero sistema pesava circa 7 grammi e veniva agganciato a piccoli supporti posti all'interno di una cavità di 2,5 cm di diametro realizzata all'interno del nucleo.
Quando l'onda d'urto derivante dalla detonazione dell'esplosivo convenzionale arriva sul nocciolo di plutonio, questo viene compresso, rompendo l'iniziatore neutronico al suo interno. Le forze idrodinamiche agenti sulla sfera scanalata mescolano efficacemente e praticamente istantaneamente il berillio e il polonio, permettendo alle particelle alfa emesse dal polonio di colpire gli atomi di berillio. Come conseguenza del bombardamento alfa, gli atomi di berillio emettono neutroni ad un tasso di un neutrone ogni 5-10 nanosecondi e questi neutroni innescano la reazione nucleare a catena nella massa di plutonio che, a seguito della già citata compressione, ha raggiunto un valore di densità supercritico.
Grazie all'effetto Munroe, e similmente a quanto avviene in una carica cava, le scanalature della superficie interna della sfera esterna di berillio concentravano l'onda d'urto creando getti di materiale e garantendo un più veloce ed efficace mescolamento di berillio e polonio. Poiché inoltre l'effetto Munroe è meno efficace nel caso di geometrie lineari, i progetti seguenti utilizzarono sfere con indentazioni interne coniche o piramidali piuttosto che con scanalature lineari. In altre configurazioni, invece, si eliminò la pallina di berillio centrale, lasciando uno spazio vuoto. Vantaggio di una tale configurazione era quello di dover gestire una quantità inferiore di materiale pur mantenendo la stessa affidabilità.
La corta emivita del polonio-210 (138,376 giorni) richiedeva la sostituzione piuttosto frequente degli iniziatori e una fornitura di polonio (il cui nome in codice per il governo statunitense era "postum") praticamente continua. Studi post-bellici dimostrarono che un innesco altrettanto affidabile si otteneva anche con non più di 10 curie, aprendo così la strada alla produzione di iniziatori che duravano anche un anno.

### ABNER
Per Little Boy, la bomba atomica all'uranio con configurazione a cannone che fu sganciata su Hiroshima, fu utilizzato un iniziatore dal design decisamente più semplice rispetto al modello Urchin. Tale iniziatore, a cui fu dato il nome in codice di ABNER, conteneva meno polonio dell'Urchin ed era attivato quando il proiettile di uranio-235 arrivava a colpire la massa bersaglio di uranio-235 portando il materiale fissile a raggiungere la massa supercritica. Data la configurazione e il funzionamento di una bomba come Little Boy, la presenza in essa di iniziatori fu del tutto superflua. Di fatto, Oppenheimer decise l'aggiunta al progetto di quattro iniziatori ABNER posti nell'intorno della massa bersaglio solo per sicurezza e già nell'aprile del 1945, nel remoto caso in cui la reazione nucleare a catena non fosse iniziata spontaneamente con il raggiungimento delle condizioni supercritiche.

### TOM
Nel 1948 fu proposto un progetto migliorato di iniziatore modulato, probabilmente basato su indentazioni coniche o piramidali. L'iniziatore, cui fu dato il nome in codice di TOM, fu messo in produzione presso i laboratori di Los Alamos però solo nel gennaio 1950 e testato nel maggio 1951. Il TOM aveva un diametro esterno di un solo centimetro e utilizzava una quantità minore di polonio rispetto a Urchin, poiché in esso il numero di neutroni per milligrammo di polonio-210 era più alto. La prima prova sul campo del TOM fu effettuata il 28 gennaio 1951 quando fu svolto il test Backer dell'Operazione Ranger, mentre una prova di calibrazione per i tempi di innesco e l'energia liberata fu svolta il 25 maggio 1952 nel test Fox dell'Operazione Tumbler-Snapper.

### Flower
Nel 1974, l'India eseguì il test nucleare chiamato Smiling Buddha. L'iniziatore neutronico, nome in codice "Flower", era basato sullo stesso principio dell'Urchin e aveva un diametro di 1,5/2 cm (a seconda delle fonti). Si ritiene che il polonio fosse posto su una garza di platino a forma di fiore di loto per massimizzare la sua superficie e racchiuso in una sfera di tantalio circondata da un guscio sferico di uranio con incastonate piccole sferette di berillio, sferette che sarebbero entrate in contatto con il polonio dopo aver bucato il guscio di tantalio spinte dalla detonazione dell'esplosivo circostante. Secondo altre fonti, invece, la configurazione era più simile a quella dell'Urchin, con un guscio sferico di berillio sagomato internamente in modo da creare getti dello stesso elemento diretti sul polonio durante l'implosione.

## Sviluppo
L'uso del polonio per un iniziatore neutronico fu proposto per la prima volta nel 1944 da Edward Condon, mentre l'iniziatore vero e proprio fu progettato dal fisico britannico James L. Tuck, arruolato nel Progetto Manhattan. Lo sviluppo e la sperimentazione del dispositivo furono portati avanti presso i laboratori nazionali di Los Alamos da un reparto dedicato e diretto da Charles Critchfield.
Il polonio utilizzato negli iniziatori Urchin era prodotto attraverso l'irraggiamento del bismuto-209. Nell'ambito del Progetto Dayton, a sua volta facente parte del più vasto Progetto Manhattan, il bismuto veniva bombardato dapprima solo grazie al reattore nucleare X-10 presso i Clinton Engineer Works di Oak Ridge, nel Tennessee e poi, a partire dal giugno del 1945, grazie ai tre reattori nucleari da 250 MW dell'impianto di Hanford, nella contea di Benton, nello Stato di Washington. Al tempo, ad Hanford, per produrre 132 mg di polonio-210, ottenendo circa 600 curie, era necessario irradiare 62 kg di bismuto-209 per 100 giorni e, data la breve emivita del polonio-210, uno dei reattori doveva essere sempre mantenuto in opera per la sua produzione. Dai due impianti sopraccitati, il bismuto bombardato veniva spedito a Dayton, in Ohio, dove veniva estratto il polonio da inviare poi a Los Alamos.
Nel 1949, presso Miamisburg, sempre in Ohio, furono costruiti i laboratori Mound che sostituirono gli insediamenti di Dayton come nuovo polo dedicato alla ricerca e allo sviluppo del polonio-210 e la cui attività durò fino al 1971.
Una volta giunto ai laboratori di Los Alamos, il polonio veniva utilizzato dal Reparto G per studi sulla progettazione degli iniziatori nel sito di test di Sandia Canyon. Il reparto realizzò i primi iniziatori trapanando grosse sfere provenienti da cuscinetti, inserendo il materiale attivo sul fondo del foro filettato ottenuto e tappando poi il tutto con una vite. Queste sfere, conosciute come screwballs (ossia "teste matte"), erano poi fatte implodere e i loro resti erano analizzati per verificare quanto e come il berillio e il polonio si fossero mescolati.
Il primo test in un ordigno nucleare di un Urchin fu ovviamente l'esplosione di The Gadget, il 16 luglio 1945, mentre il primo utilizzo in guerra lo si ebbe nella già ricordata esplosione di Fat Man. Come detto, già subito dopo la fine della guerra si iniziò a progettare iniziatori contenenti una minor quantità di polonio che, identificati come Urchin di "Classe B", furono testati con successo per la prima volta nella primavera del 1948, in almeno uno dei tre test dell'Operazione Sandstone.
La produzione degli iniziatori TOM terminò nel 1953 quando furono sostituiti da iniziatori diversi che, pur riducendo di poco l'energia liberata dall'esplosione nucleare, avevano una maggior durata, riducendo molto la complessità dei problemi relativi alla logistica. Tali iniziatori, chiamati "iniziatori sigillati di neutroni", entrarono a far parte dell'arsenale nel 1954 e richiedevano comunque un periodico disassemblaggio della capsula per controlli manutentivi. Nel 1962, infine, gli USA misero questo tipo di iniziatori definitivamente fuori produzione. Nel tempo infatti furono sviluppati mezzi di generazione di neutroni come gli emettitori di neutroni a impulsi, i quali, non utilizzando materiali radioattivi, non richiedevano una sostituzione frequente. Questo genere di sorgenti neutroniche, che era molto più controllabile dei precedenti e quindi apportava un miglioramento all'affidabilità dell'ordigno, era montato tipicamente all'esterno del nucleo poiché le nuove armi a fissione amplificata sviluppate nel frattempo necessitavano di un nucleo vuoto, al centro del quale venivano iniettati deuterio e trizio gassosi.